# Železniška postaja Postojna
Železniška postaja Postojna je ena večjih železniških postaj v Sloveniji, ki oskrbuje bližnje naselje Postojna. S 582 metri nadmorske višine velja za najvišje ležečo delujočo železniško postajo v Sloveniji.

## Storitve
- WC sanitarije